# لغة كافا
لغة كافا هو لغة إفريقية آسيوية يتحدث بها في إثيوبيا في منطقة كيفَا حول مدينة بونغا.